# Un pas endavant
Un pas endavant (títol original en francès, En corps) és una pel·lícula de comèdia dramàtica del 2022 dirigida per Cédric Klapisch, que va coescriure el guió amb Santiago Amigorena. S'ha doblat i subtitulat al català.
El rodatge principal va començar el 21 de desembre de 2020 a París, i va durar nou setmanes. El rodatge també va tenir lloc a Bretanya i Morbihan.